# Rangifer tarandus platyrhynchus
Rangifer tarandus platyrhynchus (свальбардський карибу або свальбардський північний олень) — підвид-ендемік архіпелагу Свальбард. Характерними рисами підвиду є невеликі розміри й короткі сильні ноги. На відміну від інших підвидів їхній раціон складають здебільшого не лишайники, але мохи та вищі рослини. Восени ці олені запасають дуже товстий шар жиру, щоб вижити впродовж надзвичайно довгої зими, яка може тривати до дев'яти місяців. Етимологія: дав.-гр. πλατύς — «широкий, плоский», дав.-гр. ῥύγχος — «морда».

## Опис

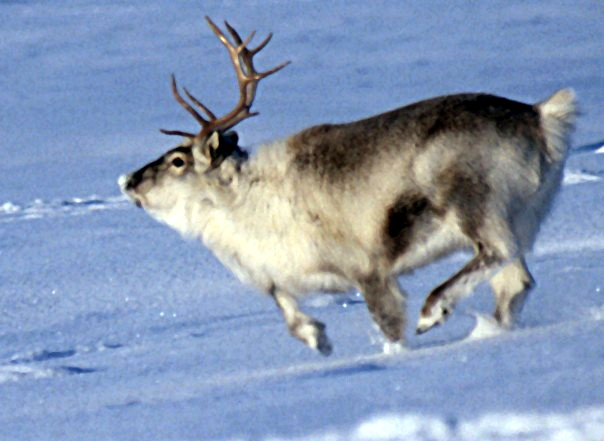
самиця у квітні 2000 р.

Розміри невеликі. Самці більші, ніж самиці й мають великі роги. Вага самців складає приблизно 65 кг навесні та 90 кг восени, а самиць — приблизно 53 кг навесні та 70 кг восени. Орієнтовна довжина самців та самиць становить 160 см та 150 см відповідно. R. t. platyrhynchus має короткі ноги й відносно невелику закруглену голову. Хутро коричневого кольору на спині та світле на животі, однак узимку світліше, ніж улітку, часто видається світло-сірим або жовто-білим. У період з квітня по липень у самців розвиваються великі роги; на початку зими самці втрачають їх. У самиць розвиваються роги починаючи з червня, і вони зазвичай зберігаються протягом цілого року.

## Поширення
Підвид трапляється практично у всіх не вкритих льодовиками частинах архіпелагу. Найвища густота населення — на Землі Норденшельда (земельна ділянка на о. Шпіцберген), о. Едж, о. Баренца.

## Екологія
R. t. platyrhynchus має різноманітну дієту і їсть майже всі види рослинності за деякими винятками (такими як арктичний білий вереск).  Взимку олені живляться уздовж хребтів, гірських схилів, плоскогір'я та інших районів, де невеликий сніг. Влітку вони живляться пишною рослинністю, щоб накопичувати жир. Резерви використовуються взимку, коли рослинність нижчої якості, а доступ до неї обмежений. 
Тварини часто трапляються у невеликих групах від трьох до п'яти особин, за винятком періоду в кінці осені, коли самці збирають гареми, і в зимових умовах на оточених льодом кормових майданчиках, коли тварини можуть зібратись у великі групи. Тварини дуже посидючі й, таким чином, мають низькі енергетичні потреби, і видатну здатність використовувати свої власні резерви (як жиру, так і м'язову тканину), коли доступ до їжі обмежений взимку. Товста шерсть сприяє ізоляції від низьких температур та вітру. 
Голодування є найпоширенішою причиною смертності. Це відбувається через зношені зуби від випасання на розрідженій рослинності серед каменів та гравію або через брак їжі, коли лід забиває пасовища через випадання дощу поверх снігу. 

## Відтворення
У жовтні самці збирають до десяти самиць у гаремі. Самиці вагітні приблизно 7 місяців і народжують єдине теля у червні. Теля ссе молоко ≈ 3 місяці й швидко росте впродовж цього часу. Маса тіла при народженні становить ≈ 3 кг, а в перше літо теля отримує від семи до восьми кілограмів на місяць. Самиці зазвичай починають розмножуватися у віці трьох років, але, коли умови є сприятливими, вони можуть мати перше теля у дворічному віці. Очікувана тривалість життя становить ≈ 10 років, однак найстаріша зафіксована тварина мала 17 років. Змінні кліматичні умови призводять до великих змін у показниках смертності та відтворенні від року до року. Наприклад, частка зрілих самиць, що народжують може коливатися від 10 до 90 %.

## Населення
Чисельність населення R. t. platyrynchus було оцінене в 10 100 осіб (2009 р.) і збільшувалася з початку 1900-х років. На цих оленів полювали сотні років, що призвело до зменшення чисельності та місцевого вимирання. Полювання було зупинено в 1925 році. Чи чисельність повернулася до історичного рівня невідомо.

## Походження
Є суттєва морфологічна різниця між оленями з а. Свальбард й Нової Землі. Останні нагадують більше тундрову форму євразійського материка. З іншого боку, R. t. platyrhynchus демонструє суттєві подібності зі зразками з о. Аксел-Гейберґ і Елсмір, а особливо зниклих оленів Східної Гренландії (R. t. eogroenlandicus). З огляду на нові геологічні докази та радіовуглецеві дати, а також археологічні знахідки карликових північних оленів з південно-східної та південно-західної Гренландії, здається, що гренландське походження R. t. platyrhynchus є ймовірним. Теоретично, можливості для випадкової імміграції могли виникнути ще 20 000 — 40 000 років тому.
Генетичний аналіз вказує на походження R. t. platyrhynchus від північноамериканських предків.